# Karolina Skande
Karolina Skande, född 24 september 1979 i Saltsjöbaden, är en svensk modeprofil. Hon är anställd som PR Manager för företaget Gant. Tidigare har hon arbetat som modejournalist för kvällstidningen Aftonbladet och som redaktör på Rodeo. Hon har även varit anställd av morgontidningen Dagens Nyheter och arbetat som moderedaktör på det nedlagda Design- och modemagasinet Demo. Han har en examen som filosofie kandidat i medie- och kommunikationsvetenskap från Stockholms universitet.
Skande drev fram till 2011 bloggen Hotspot (på Rodeo), som 2009 var en av Sveriges femton mest besökta bloggar inom mode och design. Hon har även utsetts till "Sveriges mäktigaste modebloggare" av den svenska modebranschen. Hon var då känd för sin preferens för förklädesklänningar och knytblusar.